# Joshi Kausei
Joshi Kausei (女子かう生?) es un manga de comedia japonesa, creado por Ken Wakai. Se ha serializado a través de la publicación digital de Futabasha, Web Comic Action, desde 2013 y se ha recopilado en nueve volúmenes tankōbon. Es un manga "silencioso" sin diálogo. El manga es publicado digitalmente en Norteamérica por Crunchyroll. Una adaptación de anime dirigida por Seven se emitió del 6 de abril al 22 de junio de 2019. 

## Personajes
Momoko Futo (富戸 もも子 Futo Momoko?)
Seiyū: Rika Tachibana
Básicamente, Momoko es la líder del trío de chicas que es voluptuosa, es muy despreocupada y aventurera, pero a veces también puede ser un torpe donde a menudo sería la que se elevaría sin siquiera darse cuenta. 
Shibumi Shibusawa (渋沢 しぶ美 Shibusawa Shibumi?)
Seiyū: Tomomi Mineuchi
Shibumi es la única que usa anteojos y luce un zettai ryoki, también es una de las mejores estudiantes de su clase. Básicamente es tensa y reserva en clase, pero cuando está con sus amigas Momoko y Mayumi, se suelta el pelo. 
Mayumi Furui (古井 まゆみ Furui Mayumi?)
Seiyū: Yurika Kubo
Mayumi es una estudiante transferida, lo que explica que su uniforme es diferente de sus compañeros de clase. Ella es amiga de Momoko y Shibumi. Entre el trío, ella es la pequeña, pero también es muy cariñosa, que le diría a sus amigos si algo está mal. 

## Medios de comunicación

### Manga
| N.º | Fecha de lanzamiento     | ISBN                   |
| --- | ------------------------ | ---------------------- |
| 1   | 10 de abril de 2014      | ISBN 978-4-575-84388-0 |
| 2   | 10 de septiembre de 2014 | ISBN 978-4-575-84485-6 |
| 3   | 10 de marzo de 2015      | ISBN 978-4-575-84593-8 |
| 4   | 10 de octubre de 2015    | ISBN 978-4-575-84704-8 |
| 5   | 11 de junio de 2016      | ISBN 978-4-575-84811-3 |
| 6   | 12 de enero de 2017      | ISBN 978-4-575-84915-8 |
| 7   | 10 de noviembre de 2017  | ISBN 978-4-575-85058-1 |
| 8   | 12 de septiembre de 2018 | ISBN 978-4-575-85205-9 |
| 9   | 12 de junio de 2019      | ISBN 978-4-575-85316-2 |

### Anime
Se anunció una adaptación de anime en el octavo volumen del manga el 12 de septiembre de 2018. La serie fue animada por Seven, dirigida y escrita por Tadayoshi Sasaki y Kyōhei Yamamoto diseñó los personajes. La serie se transmitió del 6 de abril al 22 de junio de 2019 en el horario de AT-X y FutabAnime de Tokyo MX. Amatsuuni interpretó el tema de apertura de la serie "silent days". Crunchyroll transmitió la serie.
| #  | Título | Estreno             |
| -- | --- | ------------------- |
| 1  | «La Chica de Secundaria y los Muslos» «Joshi Kausei to Futo momo» (女子かう生とふともも)                      | 6 de abril de 2019  |
| 2  | «La Chica de Secundaria y el Día Desafortunado» «Joshi Kausei to Fukō na ichi nichi» (女子かう生と不幸な一日) | 13 de abril de 2019 |
| 3  | «La Chica de Secundaria y la Somnolencia» «Joshi Kausei to Nemuke» (女子かう生と眠気)                         | 20 de abril de 2019 |
| 4  | «La Chica de Secundaria y el Restaurante Familiar» «Joshi Kausei to Famiresu» (女子かう生とファミレス)        | 27 de abril de 2019 |
| 5  | «La Chica de Secundaria y el Monopatín» «Joshi Kausei to Sukebō» (女子かう生とスケボー)                       | 4 de mayo de 2019   |
| 6  | «La Chica de Secundaria y Hacer Ejercicio» «Joshi Kausei to Kintore» (女子かう生と筋トレ)                     | 11 de mayo de 2019  |
| 7  | «La Chica de Secundaria y la Ventana Brumosa» «Joshi Kausei to Kumori mado» (女子かう生と曇り窓)              | 18 de mayo de 2019  |
| 8  | «La Chica de Secundaria y Escondiéndose de la Lluvia» «Joshi Kausei to Amayadori» (女子かう生と雨宿り)        | 25 de mayo de 2019  |
| 9  | «La Chica de Secundaria y Títeres de Sombras» «Joshi Kausei to Kagee» (女子かう生と影絵)                      | 1 de junio de 2019  |
| 10 | «La Chica de Secundaria y el Pasador de Pelo» «Joshi Kausei to Kamidome» (女子かう生と髪留め)                 | 8 de junio de 2019  |
| 11 | «La Chica de Secundaria y el Kotatsu» «Joshi Kausei to Kotatsu» (女子かう生とコタツ)                          | 15 de junio de 2019 |
| 12 | «La Chica de Secundaria y el Camino a Casa» «Joshi Kausei to Kaerimichi» (女子かう生と帰り道)                 | 22 de junio de 2019 |